# Węgry na Zimowych Igrzyskach Olimpijskich 1976
Węgry na Zimowych Igrzyskach Olimpijskich 1976 reprezentowało 3 zawodników: 2 mężczyzn i kobieta. Był to dwunasty start reprezentacji Węgier na zimowych igrzyskach olimpijskich.

## Skład kadry

### Łyżwiarstwo figurowe
Mężczyźni
| Zawodnik     | J.O. | P.K. | J.D. | Punkty | Miejsce | Pozycja |
| ------------ | ---- | ---- | ---- | ------ | ------- | ------- |
| Vajda László | 10   | –    | –    | –      | DNF     | –       |

Pary taneczne
| Zawodnicy                       | T.O. | T.D. | Punkty | Miejsce | Pozycja |
| ------------------------------- | ---- | ---- | ------ | ------- | ------- |
| Krisztina Regőczy András Sallay | 5    | 5    | 195,92 | 48,5    | 5       |